# Sweet Dreams (Are Made of This)
Sweet Dreams (Are Made Of This) är ett studioalbum av Eurythmics, utgivet i januari 1983. Det finns med i boken  1001 Albums You Must Hear Before You Die.

## Låtlista
1. "Love Is a Stranger" (Annie Lennox/Dave Stewart) - 3:43
2. "I've Got an Angel" (Annie Lennox/Dave Stewart) - 2:45
3. "Wrap It Up" (Hayes/Porter) - 3:33
4. "I Could Give You (A Mirror)" (Annie Lennox/Dave Stewart) - 3:51
5. "The Walk" (Annie Lennox/Dave Stewart) - 4:40
6. "Sweet Dreams (Are Made of This)" (Annie Lennox/Dave Stewart) - 3:36
7. "Jennifer" (Annie Lennox/Dave Stewart) - 5:06
8. "This Is the House" (Annie Lennox/Dave Stewart) - 4:56
9. "Somebody Told Me" (Annie Lennox/Dave Stewart) - 3:29
10. "This City Never Sleeps" (Annie Lennox/Dave Stewart) - 6:20

## Bonusmaterial (2005 års återutgivning)
1. "Home Is Where the Heart Is" - 2.28 (från "This Is The House" 7-tumssingel)
2. "Monkey Monkey" - 4.14 (från "Love Is A Stranger" 7-tumssingel)
3. "Baby's Gone Blue" - 5.15 (från "Sweet Dreams (Are Made Of This)" 12-tumssingel)
4. "Sweet Dreams (Hot Remix)" - 5.17 (från "Sweet Dreams (Are Made Of This) 1991" 12-tumssingel)
5. "Love Is A Stranger (Coldcut Remix)" - 7.18 (från "Love Is A Stranger 1991" 12-tumssingel)
6. "Satellite Of Love" - 4.37 (från en fri kassett med låtarna i singeln "Right By Your Side")